# Nomada kingstonensis
Nomada kingstonensis är en biart som beskrevs av Mitchell 1962. Nomada kingstonensis ingår i släktet gökbin, och familjen långtungebin. Inga underarter finns listade i Catalogue of Life.